# التلفزيون في إيطاليا

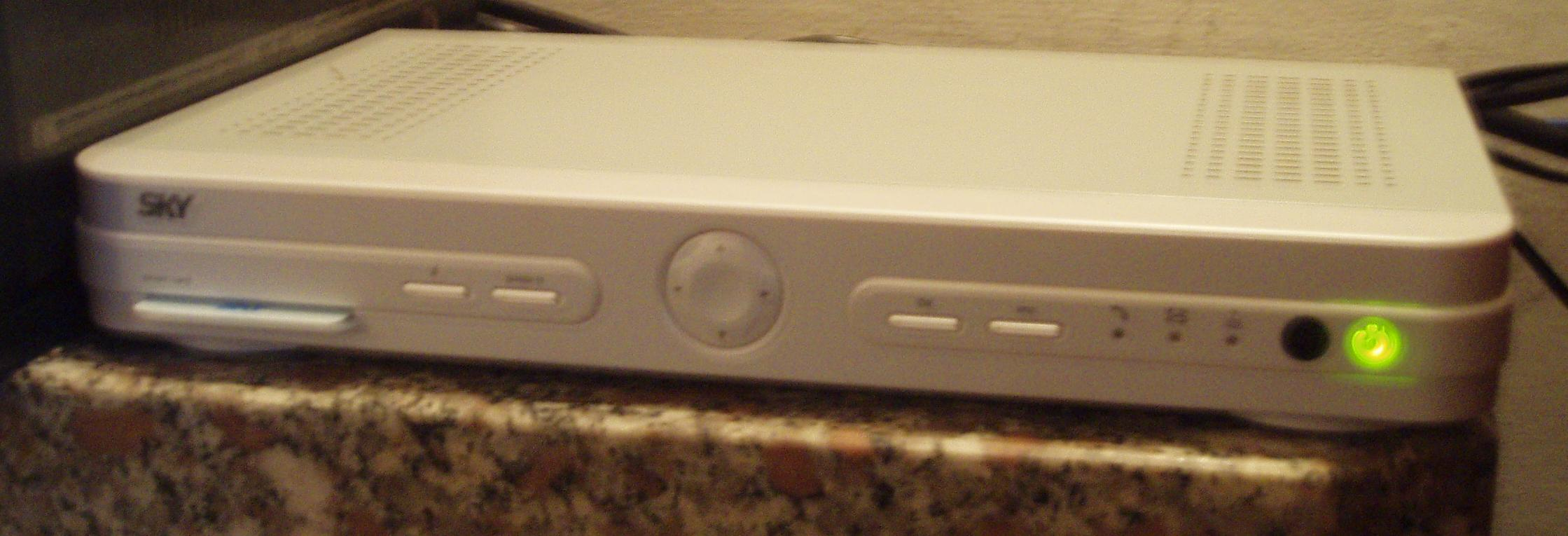
فك تشفير أمستراد سكاي تي في

ظهر أول شكل من أشكال التلفزة في إيطاليا في عام 1939 عندما بدأ البث التجريبي الأول. لكنه لم يستمر طويلاً حيث تعطل البث بعدما دخلت إيطاليا الفاشية الحرب العالمية الثانية في عام 1940 ولم تستؤنف فعلياً إلا بعد تسع سنوات من انتهاء النزاع أي في عام 1954. توجد شبكتان تلفزيونيتان وطنيتان: «راي» المملوكة للدولة والممولة برسوم ترخيص سنوية إلزامية، وميدياست الشبكة التجارية التي أسسها رئيس الوزراء الإيطالي الحالي سيلفيو برلسكوني. في حين أن العديد من الشبكات الأخرى موجودة أيضاً على الصعيدين الوطني والمحلي لكن تلك الشبكتان وحدهما يشكلان 80 ٪ من تقديرات التلفزيون.